# Добра жена (филм)
Добра жена је српски играни филм из 2016. године. Овај филм је редитељски првенац прослављене српске глумице Мирјане Карановић, која је заједно са Стеваном Филиповићем и Дарком Лунгуловим написала и сценарио, и која у филму тумачи главну улогу.
Филм је светску премијеру имао 25. јануара 2016.  у САД на филмском фестивалу Санденс, док је у Србији премијерно приказан 1. марта 2016. године на ФЕСТ-у.
Филм је приказан на преко 50 фестивала и освојио је 15 награда.

## Радња
Након тридесет година брака, Милена сазнаје истину о ужасној ратној прошлости свог наизглед идеалног мужа. Истовремено открива да има карцином дојке. Милена је присиљена да донесе одлуку да ли ће наставити да живи скривајући истину од себе саме, или ће оставити све оно што је до тада стекла у животу и започети нови живот.

## Улоге
| Глумац             | Улога           |
| ------------------ | --------------- |
| Мирјана Карановић  | Милена          |
| Борис Исаковић     | Влада           |
| Христина Поповић   | Наташа          |
| Бојан Навојец      | Дејан           |
| Јасна Ђуричић      | Сузи            |
| Ксенија Маринковић | Злата           |
| Владо Керошевић    | Света           |
| Светозар Цветковић | Лекар           |
| Оливера Викторовић | Биба            |
| Цвијета Месић      | Теодора         |
| Зинаида Дедакин    | Лекарка Надежда |